# Zip & Zap e il club delle biglie
Zip & Zap e il club delle biglie è un film del 2013 diretto da Oskar Santos.
È la prima pellicola di una serie cinematografica spagnola concepita a partire dai fumetti di José Escobar Saliente Zipi y Zape.